# Luzay
Luzay ist eine französische Gemeinde mit 621 Einwohnern (Stand: 1. Januar 2022) im Département Deux-Sèvres in der Region Nouvelle-Aquitaine (vor 2016: Poitou-Charentes). Sie gehört zum Arrondissement Bressuire und zum Kanton Le Val de Thouet. Die Einwohner werden Luzéens genannt.

## Lage
Luzay liegt etwa 24 Kilometer nordöstlich von Bressuire und etwa 55 Kilometer nordwestlich von Poitiers im Weinbaugebiet Vins du Thouarsais und am Thouaret. Umgeben wird Luzay von den Nachbargemeinden Saint-Jean-de-Thouars und Missé im Norden, Taizé-Maulais im Osten, Saint-Varent im Süden, Luché-Thouarsais im Südwesten und Westen sowie Mauzé-Thouarsais im Westen und Nordwesten.

## Bevölkerungsentwicklung

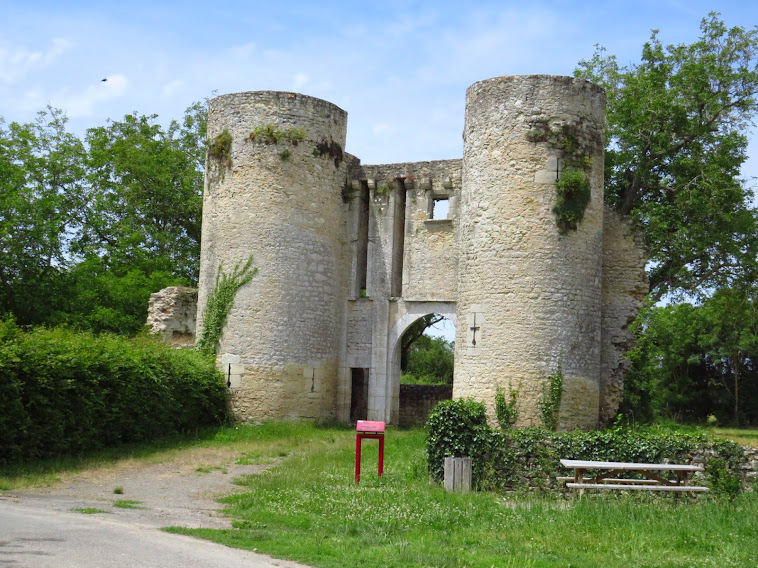
Reste des befestigten Klosters (früheres Gefängnis)

| Jahr                       | 1962 | 1968 | 1975 | 1982 | 1990 | 1999 | 2006 | 2011 | 2019 |
| Einwohner                  | 535  | 512  | 503  | 502  | 503  | 517  | 544  | 577  | 644  |
| Quellen: Cassini und INSEE |      |      |      |      |      |      |      |      |      |